# Max Stadler

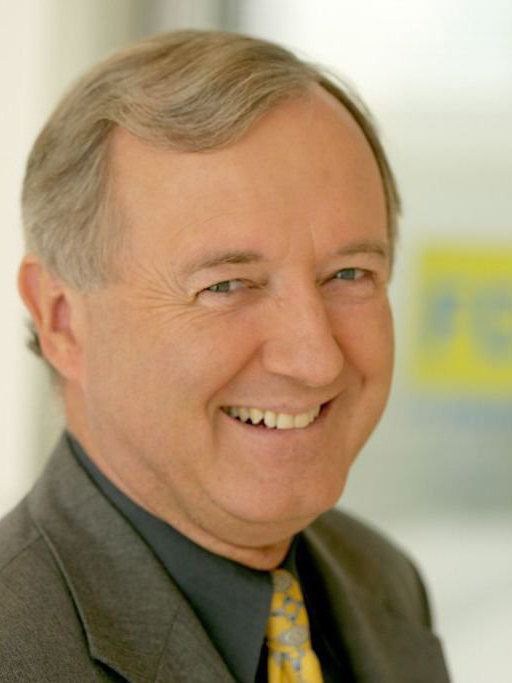
Max Stadler, Politiker der FDP, war im Kabinett Merkel II als Parlamentarischer Staatssekretär bei der Bundesministerin der Justiz tätig

Max Josef Stadler (* 23. März 1949 in Passau; † 12. Mai 2013 in Thyrnau) war ein deutscher Politiker (FDP) und im Kabinett Merkel II als Parlamentarischer Staatssekretär bei der Bundesministerin der Justiz tätig.

## Leben

### Ausbildung und Beruf
Nach dem Abitur 1968 am Gymnasium Leopoldinum in Passau absolvierte Stadler ein Studium der Rechtswissenschaft an der Universität Regensburg, welches er 1973 mit dem ersten juristischen Staatsexamen beendete. Nach Ableistung des Referendariats bestand er 1976 auch das zweite Staatsexamen und begann eine Tätigkeit als Staatsanwalt und später als Richter im bayerischen Justizdienst. 1977 erfolgte seine Promotion zum Dr. jur. bei Ekkehard Schumann an der Universität Regensburg mit der Arbeit „Die richterliche Neutralität in den Verfahren nach dem Bundesverfassungsgerichtsgesetz“. Von 1982 bis zu seinem Tod war Stadler Lehrbeauftragter für „Bürgerliches Recht für Wirtschaftswissenschaftler“ an der Universität Passau.

### Parteilaufbahn
Stadler war seit 1972 Mitglied der FDP. Von 1991 bis 1998 war Stadler als Nachfolger von Josef Grünbeck Landesvorsitzender der FDP Bayern. Aufgrund der erneut verlorenen Landtagswahl sowie einer parteiinternen Finanzaffäre traten Stadler und der gesamte Landesvorstand im Oktober 1998 zurück. In der Finanzaffäre, die die bayerische FDP in erhebliche finanzielle Bedrängnis brachte und zu massiven Kürzungen im Personal- und Sachhaushalt führten, wurden Stadler fehlende Kontrollen vorgeworfen. Im Zuge der Aufarbeitung leistete er einen erheblichen Eigenanteil, um die bayerische FDP finanziell wieder handlungsfähig zu machen. Nachfolger wurde Hermann Stützer.
In seiner Eigenschaft als Landesvorsitzender gehörte Stadler auch dem FDP-Bundesvorstand an.

### Stadtrat Passau
Seit 1984 gehörte Stadler dem Stadtrat der Stadt Passau an und war dort seit 1990 Vorsitzender der FDP-Fraktion.

### Bundestag
Seit 1994 war Stadler Mitglied des Deutschen Bundestages. Hier war er von 1994 bis 1998 Sprecher der FDP-Bundestagsfraktion für Medienpolitik sowie für Post und Telekommunikation und Obmann der FDP-Fraktion in der Enquete-Kommission „Zukunft der Medien in Wirtschaft und Gesellschaft – Deutschlands Weg in die Informationsgesellschaft“.
In der 13. Legislaturperiode (1994 bis 1998) war Stadler Obmann der FDP-Fraktion im Plutonium-Untersuchungsausschuss und in der 14. Legislaturperiode (1998 bis 2002) im Parteispenden-Untersuchungsausschuss. Von Januar 1998 bis März 2000 war er Mitglied im Verwaltungsrat des deutsch-tschechischen Zukunftsfonds. Stadler engagierte sich auch bei der Lösung der Frage der Zwangsarbeiterentschädigung und gehörte seit August 2000 dem Kuratorium der Stiftung „Erinnerung, Verantwortung und Zukunft“ an.
Von September 1999 bis zum Ende der 16. Wahlperiode 2009 war Stadler außerdem Mitglied in der G10-Kommission. Von 2001 bis November 2005 war er innenpolitischer Sprecher der FDP-Fraktion.
Seit November 2005 war Stadler Vorsitzender des Arbeitskreises IV der FDP-Bundestagsfraktion und Fraktionssprecher für Öffentliches Dienstrecht. Daneben war er stellvertretender Vorsitzender des Innenausschusses des Deutschen Bundestages.
Am 14. Dezember 2005 wurde Stadler zum stellvertretenden Vorsitzenden des Parlamentarischen Kontrollgremiums gewählt, 2007 wurde er dessen Vorsitzender. Dieses Amt übte er bis zum Ende des Jahres 2007 aus. Vom 1. Januar 2008 bis Ende der 16. Wahlperiode war er erneut stellvertretender Vorsitzender des Parlamentarischen Kontrollgremiums.
Stadler war seit Ende Oktober 2009 Parlamentarischer Staatssekretär bei der Bundesministerin der Justiz.
Max Stadler war stets über die Landesliste Bayern in den Bundestag eingezogen. Sein Wahlkreis war Passau. Er war Mitglied der Europa-Union Parlamentariergruppe Deutscher Bundestag.
Sein Nachfolger als Abgeordneter wurde Gerhard Drexler.

### Öffentliche Ämter
In der 15. Wahlperiode des Deutschen Bundestages (2005–2009) war Stadler ordentliches Mitglied der G 10-Kommission.

### Sonstiges Engagement
- Max Stadler war Vorstandsmitglied der Vereinigung Gegen Vergessen – Für Demokratie e. V.
- Max Stadler war seit November 2010 Präsident der Thomas-Dehler-Stiftung.
- Max Stadler war Mitglied des Stiftungsrats der Leo Baeck Foundation.

### Privates
Max Stadler war verheiratet und hatte einen Sohn. Er erlag am 12. Mai 2013 im Alter von 64 Jahren einem plötzlichen Herztod.

## Ehrungen
- 1996: Ehrenring der Stadt Passau
- 2006: Bayerischer Verdienstorden
- 2008: Bundesverdienstkreuz am Bande
- 2012: Bayerische Verfassungsmedaille in Silber

## Max-Stadler-Medaille
Seit 2022 verleiht die Friedrich-Naumann-Stiftung gemeinsam mit der Vereinigung liberaler Juristen e. V. die Max-Stadler-Medaille. Bisherige Preisträger sind Sabine Leutheusser-Schnarrenberger (2022) und Veysel Ok (2024).

## Veröffentlichungen
- Die richterliche Neutralität in den Verfahren nach dem Bundesverfassungsgerichtsgesetz, Univ. Regensburg, jur. Diss., 1977.
- (gemeinsam mit Hans-Joachim Musielak): Grundfragen des Beweisrechts. Beweisaufnahme – Beweiswürdigung – Beweislast. C. H. Beck, München 1984, ISBN 3-406-30382-X.